# Passalus latifrons
Passalus latifrons es una especie de coleóptero de la familia Passalidae.

## Distribución geográfica
Habita en la Guayana Francesa.